# Atari Jaguar
Atari Jaguar 64 är en spelkonsol som Atari släppte 1993 och kunde köpas för 250 Amerikanska dollar. Konsolen marknadsfördes som världens första 64-bitars spelkonsol och hade utvecklats under tre års tid. Spelkonsolen tillverkades av IBM åt Atari. Den blev ingen försäljningssuccé, delvis beroende på bristande marknadsföring och att hårdvaran var svårprogrammerad. Atari försökte förbättra försäljningen genom att tillverka en tilläggsmodul, Atari Jaguar CD, men detta hjälpte föga då formatet på CD:n, som tillät att upp till 790 MiB data kunde lagras, inte var speciellt stabilt och framför allt inte kompatibelt med vedertaget CD-ROM-format. Skivorna var dessutom känsliga och läsfel var vanliga.

## Atari Jaguar CD

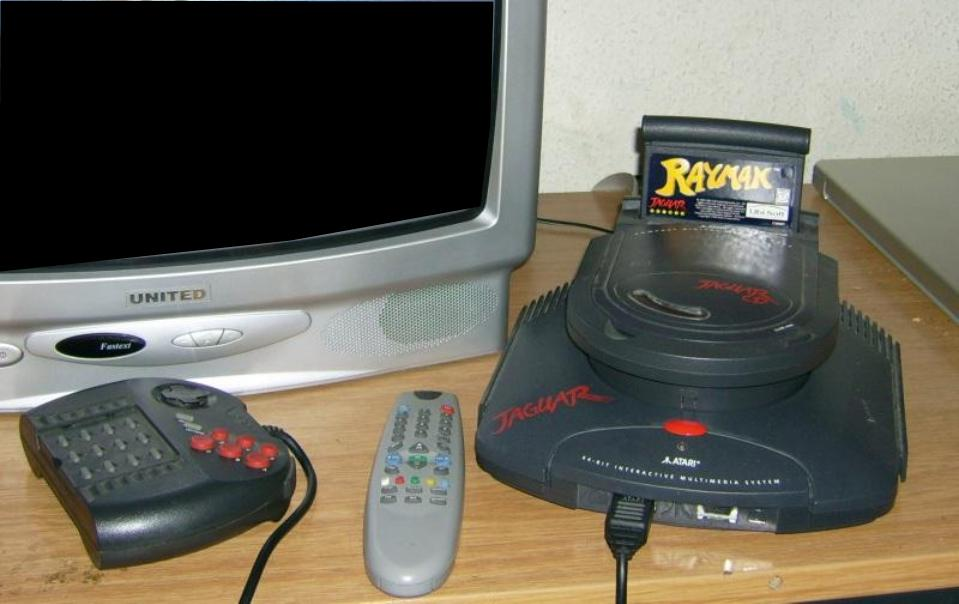

Atari Jaguar CD är ett tillbehör som gör det möjligt att spela Jaguar-spel lagrade på en CD-skiva. Enheten började säljas den 21 september 1995 och tillverkades i 20 000 exemplar innan företaget Atari och alla tillgångar såldes.

## Speltitlar till Jaguar CD
- Baldies
- Battlemorph
- Blue Lightning
- Brain Dead 13
- Dragon's Lair
- Highlander: The Last of the MacLeods
- Hover Strike: Unconquered Lands
- Iron Soldier 2
- Myst
- Primal Rage
- Robinson's Requiem
- Space Ace